# Relaciones Estados Unidos-Serbia
Las relaciones Estados Unidos-Serbia son las relaciones diplomáticas entre Estados Unidos y Serbia. Se establecieron por primera vez en 1882 con el Reino de Serbia. De 1918 a 2006, los Estados Unidos mantuvieron relaciones con el Reino de Yugoslavia, la República Federal Socialista de Yugoslavia y la República Federativa de Yugoslavia (más tarde Serbia y Montenegro), de los cuales Serbia es considerada la sucesora legal.

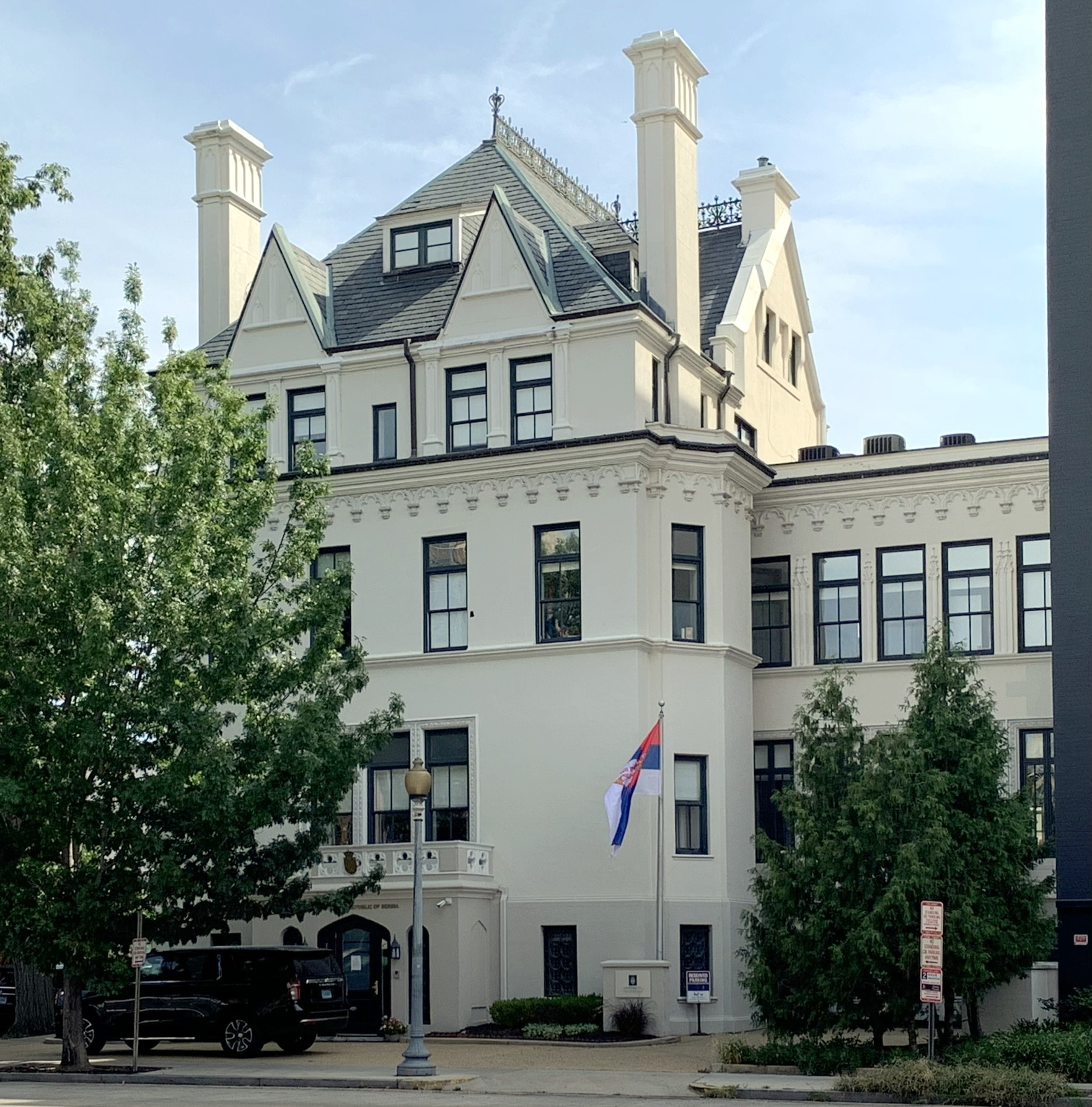
Embajada de Serbia en Washington D. C.

A fines del siglo XIX, los Estados Unidos buscaron aprovechar la retirada del Imperio Otomano de los Balcanes al establecer relaciones diplomáticas con los nuevos estados nacionales de la región, entre los que se encontraba Serbia. Los dos países fueron aliados durante la Primera Guerra Mundial. Después de la guerra, Serbia se unió con Montenegro y los territorios que anteriormente poseía Austria-Hungría para crear un estado unificado de Eslavos del Sur que se conocería como Yugoslavia. El país tenía relaciones diplomáticas con los Estados Unidos hasta el comienzo de la Segunda Guerra Mundial. Durante la Segunda Guerra Mundial en Yugoslavia, los Estados Unidos apoyaron a los Chetniks serbios sobre sus rivales, los Partisanos comunistas. Los Chetniks finalmente perdieron ante los Partisanos y Yugoslavia se convirtió en un estado comunista de partido único con el líder Partisano Josip Broz Tito a la cabeza. Inmediatamente después de la guerra, Yugoslavia y los Estados Unidos tuvieron pocas relaciones diplomáticas. El final de la guerra también resultó en la emigración masiva de refugiados de Yugoslavia, muchos de los cuales eran serbios que terminaron mudándose a Estados Unidos. Esto ayudó a crear la primera gran diáspora serbia en Estados Unidos. Algunos de los refugiados serbios que se establecieron en los Estados Unidos después de la Segunda Guerra Mundial eran exiliados anticomunistas que intentaron socavar a Tito durante la Guerra Fría, utilizando a los Estados Unidos como sede de sus objetivos anticomunistas.
Durante la Disolución de Yugoslavia, los Estados Unidos se involucraron tanto en un conflicto combativo como en un conflicto económico, particularmente con Serbia, conocida en ese momento como la República Federal de Yugoslavia (uno de los estados sucesores de la socialla Yugoslavia). Los Estados Unidos impusieron sanciones y encabezaron un Bombardeo de la OTAN sobre Yugoslavia contra Yugoslavia en 1999. Durante este período, se produjo otra ola de emigración serbia y muchos refugiados serbios se mudaron a los Estados Unidos. En la década de 2000, las relaciones diplomáticas entre los Estados Unidos y Yugoslavia se restablecieron, pero se modificaron cuando Montenegro se separó en 2006, después de lo cual Serbia fue el estado sucesor de continuar las relaciones que anteriormente tenía la República Federativa de Yugoslavia. Kósovo declaró unilateralmente la independencia de Serbia en febrero de 2008, una medida que Estados Unidos reconoció.

## Historia

### Pre-Yugoslavia
Las relaciones diplomáticas entre el entonces Reino de Serbia y los Estados Unidos se establecieron en el siglo XIX. En 1879, se abrió el Consulado General de Serbia en Nueva York. El 3 de febrero de 1882, el Parlamento serbio adoptó un contrato y una Convención de relaciones diplomáticas entre el Reino de Serbia y los Estados Unidos, otorgada por el Rey Milan Obrenović. El Senado de los Estados Unidos adoptó ambos documentos el 5 de julio de 1882 sin debate ni enmiendas. El 10 de noviembre de 1882, Eugene Schuyler se convirtió en el primer embajador de los Estados Unidos en Serbia.

### El apoyo estadounidense a los monárquicos serbios durante la Segunda Guerra Mundial.

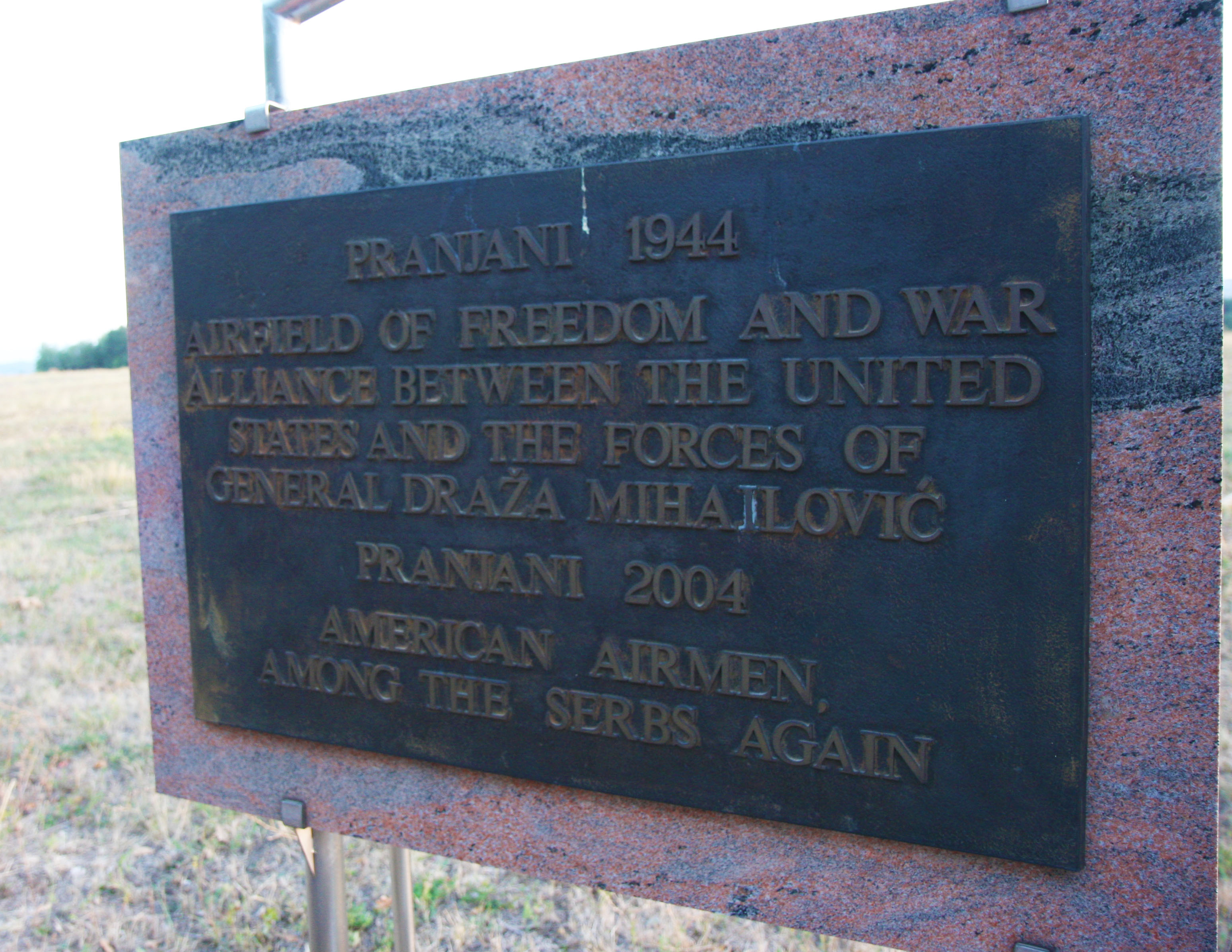
Una placa conmemorativa para Operación Halyard en Pranjani, Serbia.

Durante la Segunda Guerra Mundial en Yugoslavia, los Estados Unidos inicialmente apoyaron al gobierno real de Yugoslavia. Cuando los nazis invadieron Yugoslavia en la primavera de 1941, los Estados Unidos apoyaron decisivamente a los Chetniks en los primeros años de la guerra. Este apoyo se realizó en forma de relaciones clandestinas extensas entre la Oficina de Servicios Estratégicos y los Chetniks con la administración de William Donovan. Dicha cooperación fue destacada por operaciones complejas como la Operación Halyard, en la cual varios cientos de pilotos estadounidenses fueron rescatados por Chetniks. Sin embargo, el apoyo de OSS para los Chetniks se vio comprometido por la política del Reino Unido MI6 de favorecer a los Partisanos yugoslavos sobre los Chetniks. En 1943, el apoyo del gobierno de los Estados Unidos a los Chetniks sobre los Partisanos yugoslavos fue tal que el presidente Franklin D. Roosevelt discutió con Winston Churchill en una conversación privada que imaginó que las fronteras de Yugoslavia serían completamente rediseñado en tres estados separados, con Peter Karađorđević Jr. siendo el monarca de un reino serbio independiente al final de la guerra. La USAF y la Royal Air Force británica comenzaron en Belgrado indiscriminadamente en abril de 1944 cuando pensaron que la ocupación nazi no pudo ser eliminada solo mediante la resistencia local. Los círculos de inteligencia de los Estados Unidos gradualmente concedieron su influencia en las operaciones de la guerrilla yugoslava a los británicos. Al final de la guerra, el presidente Harry S. Truman dedicó una Legión al Mérito al líder chetnik Draža Mihailović, pero el premio no fue revelado públicamente hasta el 2005.

### Relaciones durante la Guerra Fría (1945–1991)
Después del final de la Segunda Guerra Mundial, se formó la República Federal Socialista de Yugoslavia (SFRJ). Uno de los primeros contactos diplomáticos con el nuevo gobierno comunista fue la solicitud del Departamento de Estado de los Estados Unidos para que el Ejército de los EE. UU. Declarara en el Juicio de Mihailović. Sin embargo, se rechazó la solicitud y las relaciones iniciales entre los Estados Unidos y el gobierno de Josip Broz Tito se pusieron tensas, ya que los diplomáticos estadounidenses estaban furiosos por la ejecución de Mihailović en 1946. Las relaciones se degradaron aún más un mes después, cuando dos aviones de carga USAF C-47 Skytrain fueron derribados sobre Yugoslavia en el espacio de dos semanas. Más aviones de la USAF fueron derribados sobre Yugoslavia hasta 1948. Como resultado, el senador Thomas Dodd se opuso firmemente a la ayuda financiera estadounidense al gobierno de Tito, Incluso diciendo que "Tito tenía las manos ensangrentadas". En una de las primeras visitas de Josip Broz Tito a los Estados Unidos, los manifestantes en San Pedro ahogaron una efigie de él.
Los gobiernos comunistas en Europa aplazaron a Stalin y rechazaron la ayuda del Plan Marshall de Estados Unidos en 1947. Al principio, Tito aceptó y rechazó el plan Marshall. Sin embargo, en 1948 Tito rompió decisivamente con Stalin en otros asuntos, convirtiendo a Yugoslavia en un estado comunista independiente. Yugoslavia luego solicitó la ayuda estadounidense. Los líderes estadounidenses se dividieron internamente, pero finalmente aceptaron y comenzaron a enviar dinero en pequeña escala en 1949, y en una escala mucho más grande, 1950-1953. La ayuda norteamericana no formaba parte del Plan Marshall.
Yugoslavia comenzó a abrir más diálogo diplomático a las naciones occidentales después de la división Tito-Stalin, que aseguró que Yugoslavia no se convertiría en miembro del Pacto de Varsovia. El 1 de enero de 1967, Yugoslavia fue el primer país comunista en abrir sus fronteras a todos los visitantes extranjeros y abolir los requisitos de visa. Los viajes aéreos comerciales regulares entre los Estados Unidos y Yugoslavia se introdujeron con Pan Am y JAT Airlines. Debido a esto, las oportunidades comerciales se reabrieron entre los Estados Unidos y Yugoslavia, y las empresas estadounidenses comenzaron a exportar a Yugoslavia. Del mismo modo, en la década de 1980 Yugoslavia incluso estaba exportando muchos de sus automóviles fabricados desde la línea de ensamblaje de Zastava Automobili en Kragujevac a los Estados Unidos. El presidente de los Estados Unidos Jimmy Carter discutió los asuntos relacionados con Palestina y Egipto con Tito y se refirió a él como un "gran líder mundial". Posteriormente, la administración Reagan presentó sus políticas hacia Yugoslavia en una Directiva sobre decisiones de seguridad nacional secreta en 1984 /offdocs/nsdd/23-2222t.gif NSDD 133 (enlace roto disponible en Internet Archive; véase el historial, la primera versión y la última).. "Política de Estados Unidos hacia Yugoslavia". Una versión censurada desclasificada en 1990, elaborada en NSDD 54 sobre Europa del Este, emitida en 1982. Este último abogó por "esfuerzos para expandir las relaciones económicas de EE.UU. con Yugoslavia de manera que beneficien a ambos países" sirviendo como "un recordatorio útil para los países de Europa del Este de Las ventajas de la independencia de Moscú ".

#### Radicales serbios en los Estados Unidos durante la existencia de Yugoslavia

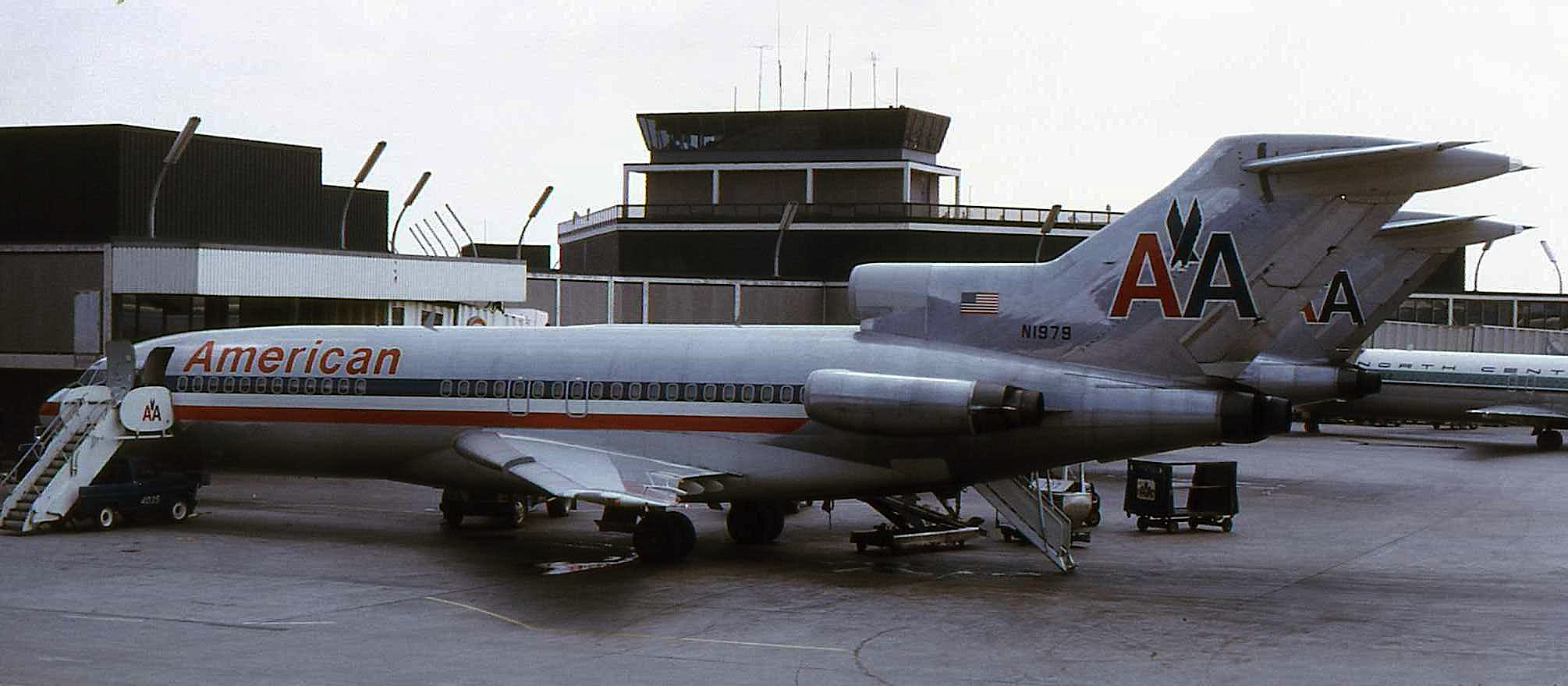
Nikola Kavaja secuestró el Vuelo 293 de American Airlines el 20 de junio de 1979 con la intención de estrellarlo contra edificio de la Liga de Comunistas en Belgrado.

Durante gran parte del período socialista, Estados Unidos fue un refugio para muchos anticomunistas serbios que viven fuera de Yugoslavia. El 20 de junio de 1979, un nacionalista serbio llamado Nikola Kavaja secuestró el Vuelo 293 de American Airlines de la ciudad de Nueva York con la intención de estrellar el Boeing 707 en la sede de la Liga de Comunistas de Yugoslavia en Belgrado. El avión, sin embargo, aterrizó en el Aeropuerto de Shannon, Irlanda, donde Kavaja fue arrestado.
Un grupo de seis nacionalistas serbios, entre ellos Boško Radonjić, colocó una bomba casera en la casa del consulado yugoslavo en Chicago en 1975. Más tarde, Radonjić se convirtió en el líder de los Westies en la ciudad de Nueva York, donde participó en crimen organizado y extorsión. Finalmente se convirtió en uno de los pandilleros más temidos en el inframundo de la ciudad de Nueva York, y desarrolló amistades extensas con Vojislav Stanimirović, John Gotti y la Familia criminal Gambino. Después de que Sammy Gravano entregara a John Gotti al Oficina Federal de Investigaciones en diciembre de 1990, se sospechaba que Radonjić había intentado arreglar el juicio en nombre de John Gotti. Como resultado de esto, Radonjić fue arrestado en diciembre de 1999 durante un espectacular desvío de un avión que iba a Cuba a un bloqueo en el Aeropuerto Internacional de Miami cuando fue localizado por el FBI. En enero de 2000, fue arrestado nuevamente en los Estados Unidos por una investigación adicional del juicio de 1992 contra Gotti. Luego de su liberación en 2001, dejó los Estados Unidos y se mudó a Serbia, donde vivió hasta su muerte en 2011. También fue un admirador y amigo desde hace mucho tiempo de Radovan Karadžić hasta que este último se escondió en 1996.
En la década de 1980, Vojislav Šešelj enseñó ciencias políticas en la Universidad de Míchigan Después de ser expulsado por la Liga de Comunistas de Yugoslavia en 1981. En junio de 1989, viajó nuevamente a los Estados Unidos para reunirse con Momčilo Đujić en San Marcos (California), donde Đujić lo llamó Chetnik Vojvoda ("duque" en serbio). Continuó formando el Partido Radical Serbio en 1991. y fue acusado por el tribunal TPIY de liderar Beli Orlovi militantes en Bosnia y Herzegovina y en la guerra-estado República Serbia de Krajina. Radovan Karadžić realizó estudios de posgrado en medicina en Columbia University desde 1974 hasta 1975, pero lo hizo sin ninguna agenda política específica en el momento; más tarde se convirtió en el presidente de la República de República Srpska durante la [guerra de Bosnia] y posteriormente se escondió en Serbia hasta su captura en 2008 por TPIY cargos de crímenes de guerra y genocidio.

### Deterioro de las relaciones y la guerra con la República Yugoslava de Yugoslavia (1991-2000)

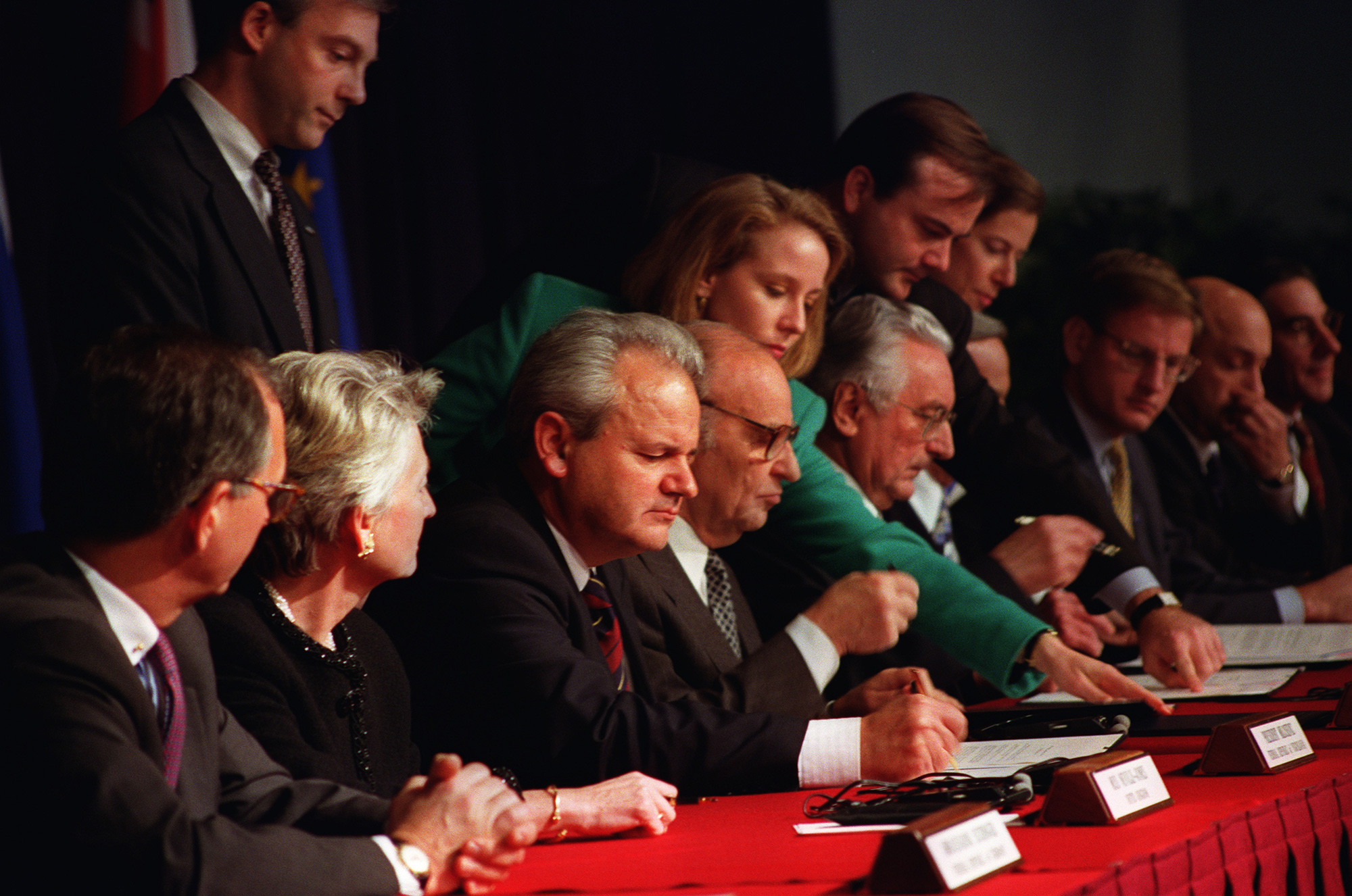
Sentados de izquierda a derecha: Slobodan Milošević, Alija Izetbegović, Franjo Tuđman firmando los Acuerdos de Paz de Dayton en la Base Aérea Wright-Patterson el 21 de noviembre de 1995.

La primera forma de sanciones iniciada por EE. UU. Contra Yugoslavia tuvo lugar desde 1990 como la Enmienda Nickels, que fue patrocinada por los senadores Don Nickles y Bob Dole. La enmienda fue aprobada debido a las preocupaciones acerca de los albaneses arrestados en Kosovo. La enmienda entró oficialmente en vigencia a partir del 6 de mayo de 1992; aunque solo se aplicó a $ 5 millones en ayuda externa de los EE. UU., se informó que contribuyó a denegar a SFR Yugoslavia su última solicitud de préstamos del FMI antes de su episodio de desintegración e hiperinflación.
La Disolución de Yugoslavia comenzó en 1992, los territorios formados por Serbia, Montenegro y Kosovo formaban la República Federal de Yugoslavia. En medio de las guerras yugoslavas, los Estados Unidos, así como una abrumadora mayoría de los estados de las Naciones Unidas rompieron los lazos económicos e impusieron sanciones a la República Yugoslava de Yugoslavia el 30 de mayo de 1992.

#### El triángulo Panić – Ćosić – Milošević y los Estados Unidos
El gobierno yugoslavo de la recién formada FR Yugoslavia (sucesor de SFR Yugoslavia) terminó teniendo tres líderes ideológicamente opuestos que ocupan puestos ejecutivos. Desde 1992, mientras Slobodan Milošević fue el presidente de la República Federal de Serbia, la teórica nacional Dobrica Ćosić fue nombrada presidente de la República Yugoslava de Yugoslavia. Mientras tanto, Milan Panić, un magnate de los negocios con sede en Newport Beach, California, aceptó la invitación de Milošević a ser Primer Ministro. Panić fue elegido posteriormente como primer ministro en las elecciones parlamentarias yugoslavas de 1992. Los Estados Unidos no revocaron la ciudadanía de Panić a pesar de que su ocupación de un puesto ejecutivo en el gobierno yugoslavo claramente contradecía la Constitución de los Estados Unidos. Sin embargo, Panić se convertiría en una persona de interés en los círculos diplomáticos de los EE. UU., Dados sus antecedentes de negocios y residencia. En una reunión CSCE en Helsinki en julio de 1992, el Secretario de Estado de los Estados Unidos James Baker desestimó abruptamente el llamamiento de Panić para reducir las sanciones a Yugoslavia, incluso después de un acuerdo (entre Panić, Milošević y Dušan Mitević) se llegó a por el cual Milošević renunciaría a cambio de una sanción. Esto terminó dañando severamente la posición diplomática única de Panić a nivel internacional, así como su posición en Yugoslavia. Los Angeles Times publicó un artículo que describía a Panić como un partidario dudoso del potencial pacificador estadounidense-yugoslavo, cuando, de hecho, muchos años después, Panić fue invitado por Baker en primer lugar en lugar de venir voluntariamente a Helsinki.
Panić and former US ambassador to Yugoslavia John Douglas Scanlan cooperated on a deep level in a campaign to challenge conservative politicians which echoed Baker's disapproval of giving Yugoslavia sanctions-relief in return for Milošević's planned resignation. One of Panić's advisors, academic Ljubiša Rakić, was dispatched to explain to Larry Eagleburger that the H.W. Bush administration was mistaken in seeing Panić as a Milošević puppet. Eagleburger replied, "Don't worry, we are going to do our own thing".
El gobierno de tres frentes duró solo de mayo a diciembre de 1992, cuando Panić y Ćosić decidieron desafiar a Milošević en elecciones revisadas institucionalmente en diciembre de ese mismo año. Las elecciones de diciembre terminaron como un fracaso para la oposición a Milošević, ya que Ćosić se retiró de la campaña en el último momento debido a problemas de salud. Múltiples políticos de los partidos de la oposición criticaron las sanciones de combustibles fósiles instigadas por Estados Unidos en medio de un frío invierno 1992-93, diciendo que en realidad ayudaron más a la simpatía por Milošević y no contra él.

#### La calma post-Dayton y la influencia macroeconómica de Estados Unidos en Yugoslavia (1995–1998)
El 21 de noviembre de 1995, el presidente serbio Slobodan Milošević viajó a los Estados Unidos para firmar los Acuerdos de Paz de Dayton con el presidente croata Franjo Tuđman y el presidente bosnio Alija Izetbegović cerca de Dayton, Ohio. Meses después, las sanciones contra Yugoslavia finalmente se levantaron en octubre de 1996.
En 1997, un grupo de 17 economistas escribió una carta titulada "Programa Radikalnih Ekonomskih Reformi u Jugoslaviji", que abogaba por una política macroeconómica liberal mediante la creación de predicciones alarmantes de la economía yugoslava de 1998 a 2010. No por casualidad, la carta fue publicada por primera vez por B92, posiblemente el medio de comunicación más amigable con Occidente en Yugoslavia en ese momento. Esta sería la base de lo que se convertiría en un partido político muy controvertido en Serbia, G17 Plus, que comenzó como una ONG financiada por Fundación Nacional para la Democracia. Los escritores originales de la carta de 1997 se dividieron posteriormente, ya que algunos rechazaron o incluso criticaron los fundamentos del G17, mientras que otros terminaron ocupando puestos en el gobierno posterior a Milošević a partir del 2000.

#### Bombardeo de la OTAN a Yugoslavia

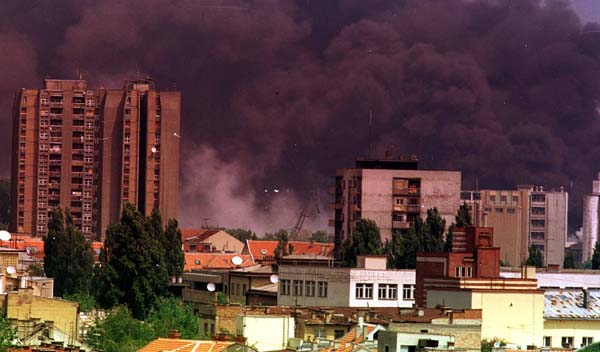
Humo de la refinería de Novi Sad bombardeada en 1999.

Los Estados Unidos restablecieron las sanciones contra Yugoslavia en marzo de 1998 cuando comenzó la guerra de Kosovo. Poco después de las controversias en Račak y Rambouillet, el diplomático estadounidense Richard Holbrooke viajó a Belgrado en marzo de 1999 para entregar el ultimátum final solicitando la entrada de las fuerzas de la ONU en Kosovo. Milošević rechazó el ultimátum, por lo que los Estados Unidos cortaron completamente los lazos con Yugoslavia el 23 de marzo de 1999. Bill Clinton se convirtió en el primer presidente en declarar la guerra mientras pasaba por alto a la mayoría del Congreso de Estados Unidos. El establecimiento de la campaña de bombardeos fue impugnado por una de las votaciones más cerradas (213-213) en toda la historia de la Cámara de Representantes de los Estados Unidos. Los Estados Unidos declararon la guerra a Yugoslavia el 24 de marzo de 1999 para participar en la Operación Fuerza Aliada dirigida por el general de los Estados Unidos Wesley Clark. De todos los territorios en Yugoslavia en ese momento, Serbia fue la más bombardeada debido a su concentración de objetivos militares. Como resultado de que Slobodan Milošević le otorgó la entrada a KFOR en Kósovo, el guerra contra Yugoslavia cesó el 10 de junio de 1999.

### Relaciones de posguerra

#### Revolución de la niveladora (2000)
Un grupo llamado Otpor!, Originalmente formado por estudiantes en 1998 con la asistencia financiera de USAID, International Republican Institute, y NED, fue uno de los múltiples participantes significativos en la Bulldozer Revolution, de la cual Milošević fue derrocado. USAID donó más de $ 30 millones para Otpor para "comprar teléfonos celulares y computadoras para el liderazgo de DOS y para reclutar y entrenar a un ejército de 20,000 observadores electorales", así como para complementarlos con "una campaña de marketing sofisticada con carteles, insignias y Camisetas ". Después del Revolución de la excavadora el 5 de octubre de 2000, los Estados Unidos restablecieron una presencia diplomática en Belgrado. En 2013, Associated Press publicó un artículo que informaba que un agente CIA, Francis Archibald, participó en la organización del golpe del 5 de octubre y que el derrocamiento fue "considerado dentro de la CIA como un plan para ejecutar una exitosa acción encubierta pacífica".

#### Transición con el DOS y sus restos del partido (2001–2008)
Las sanciones contra FR Yugoslavia se levantaron en enero de 2001. Los Estados Unidos bajo el gobierno de Bush negaron haber brindado ayuda a Yugoslavia incluso varios meses después de que se levantaran las sanciones de la ONU antes Vojislav Koštunica prometió cooperar con las demandas de La Haya con respecto al juicio de Slobodan Milošević.
En marzo de 2001, el economista estadounidense Joseph Stiglitz viajó a Belgrado para hablar con un destacado líder de la oposición demócrata, Zoran Đinđić, sobre las posibles consecuencias de la austeridad patrocinada por el FMI. El 25 de junio de 2001, Stiglitz publicó un documento, "Las ventajas de Serbia en el futuro", sobre la necesidad de que Serbia no precipite la privatización y no busque la "terapia de choque", que fue el asesoramiento macroeconómico establecido por las instituciones de Bretton Woods. Sin embargo, Đinđić no vivió mucho tiempo para analizar el consejo de las instituciones de Bretton Woods o el plan contra la austeridad de Stiglitz, ya que fue asesinado el 12 de marzo de 2003. Esto se acumuló en un crescendo cuando G17 Plus entró en un enfrentamiento intenso con el gobierno serbio, compuesto principalmente por DOS, debido al hecho de que G17 Plus presionó continuamente para la disolución de la unión estatal de Serbia y Montenegro. Más tarde, en mayo de 2006, Montenegro declaró su independencia de la unión estatal serbo-montenegrina; Estados Unidos respetó inmediatamente los resultados e instó al nuevo gobierno en Podgorica a mantener estrechos vínculos con Serbia. Los Estados Unidos reconocieron a Serbia como el estado sucesor oficial de Serbia y Montenegro y el estado yugoslavo anterior.
Fuera de la política fiscal, la influencia estadounidense fue evidente en los puestos ejecutivos. En septiembre de 2002, se anunció que el Tribunal Militar de Belgrado iba a presentar cargos contra Momčilo Perišić, quien era el vicepresidente de la República Federal de Yugoslavia en ese momento, por espionaje a favor de CIA. El juicio nunca tuvo lugar, aunque luego de su liberación de La Haya el 28 de febrero de 2013, el abogado de Perišić, Novak Lukić, anunció que su cliente estaba "listo para ser juzgado" por las mismas acusaciones de espionaje de 2002. A partir de 2015 no se han realizado nuevas investigaciones.

#### 2008-12: la era de Tadić

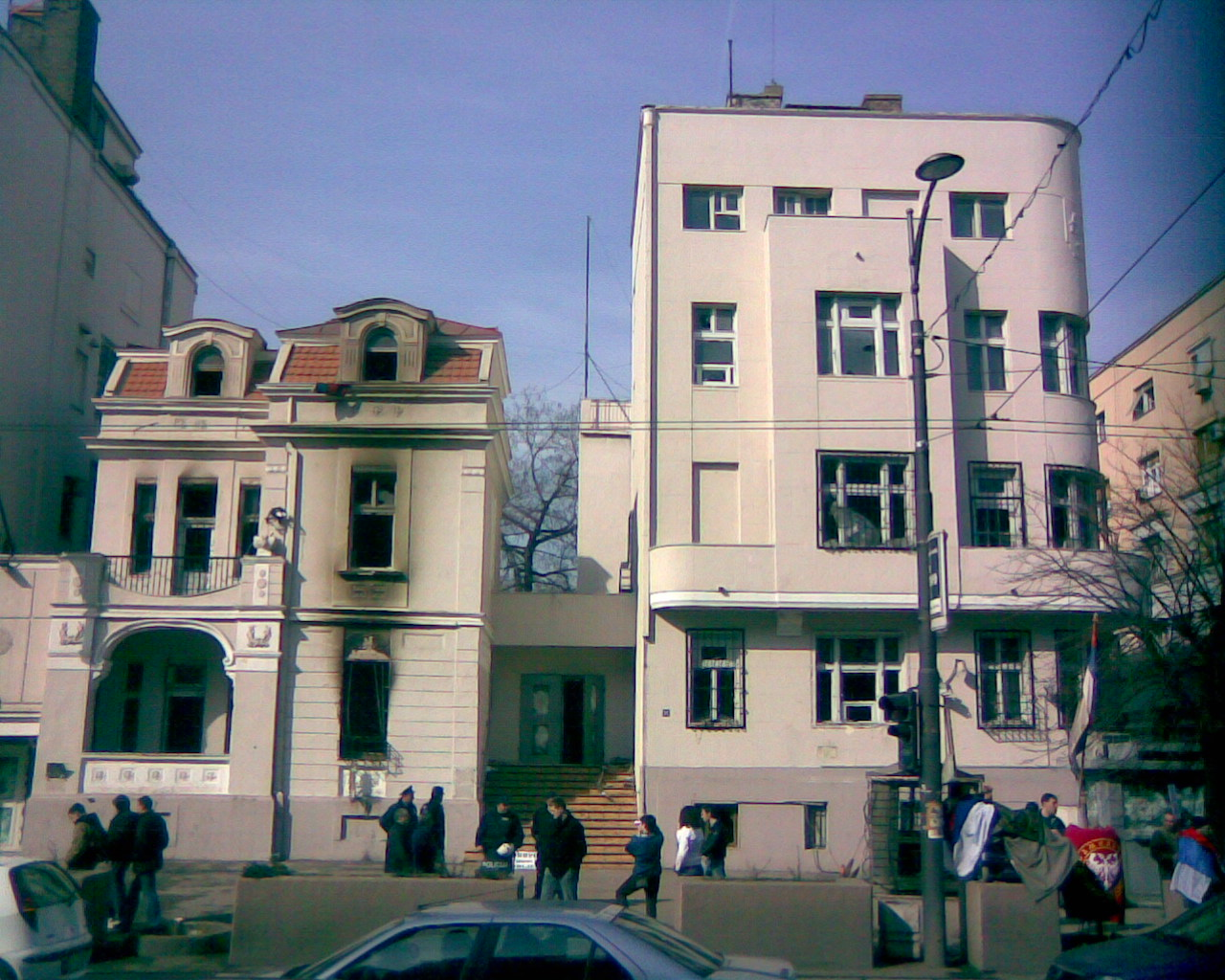
La embajada evacuada de los Estados Unidos en Belgrado después de las protestas de Serbia de 2008.

El 15 de febrero de 2008, se anunció que el prooccidental Boris Tadić ganó las elecciones presidenciales serbias de 2008. Las elecciones de 2008 fueron particularmente importantes para las relaciones de Serbia con los Estados Unidos, ya que el principal partido desafiante que perdió la elección, SRS, se desintegró cuando Tomislav Nikolić se dividió con Vojislav Šešelj sobre la integración en la Unión Europea. Cuando Nikolić se separó de SRS y comenzó a buscar un perfil proeuropeo (una reversión de la posición euroescéptica de SRS), fue asesorado por la firma estadounidense de cabildeo Quinn Gillespie & Associates.
Solo unos días después de este resultado de la elección, la declarada de independencia por Kosovo el 17 de febrero de 2008 incitó malestar generalizado en Serbia, durante el cual la embajada de Estados Unidos fue evacuada y luego incendiada por una turba. Un hombre de nacionalidad serbia fue asesinado en el interior de la embajada durante los disturbios.. Serbia retiró temporalmente su embajador de Washington D. C., pero la embajada de los Estados Unidos en Belgrado estuvo cerrada solo durante varios días. El embajador Cameron Munter dijo que no se esperaban degradaciones de las relaciones a pesar de los disturbios.

#### Era-SNS (2012–)
El 19 de abril de 2012, poco antes de las 2012 elecciones parlamentarias serbias, el exalcalde de la ciudad de Nueva York Rudy Giuliani viajó a Belgrado para asistir a una conferencia de prensa con el candidato a alcalde de Belgrado Aleksandar Vučić. La Embajada de los Estados Unidos en Serbia dio una declaración de que no apoyaba a ningún candidato específico en las próximas elecciones. El alcalde de Belgrado Dragan Đilas cerró la conferencia a la que asistió Giuliani, y dijo a la prensa que "Giuliani no debería hablar sobre el futuro de Belgrado como un hombre que apoyó el bombardeo de Serbia". Después de las elecciones presidenciales de 2012 en Serbia, un gran número de medios locales de noticias e incluso algunos intelectuales interpretaron la visita de Philip T. Reeker a Belgrado en julio de 2012 como un intento de crear una coalición parlamentaria entre el Demokratska Stranka y el Partido Progresista Serbio en oposición al Bloque Progresista-SPS compuesto por el resultados de las elecciones. La elección en última instancia le dio al SNS junto con sus socios una victoria, mientras que Demokratska Stranka fue eliminado de la oposición. El gobierno recién elegido finalmente continuó en gran parte los mismos programas de integración euroatlántica que siguió la administración de Tadić.
Según el Informe de liderazgo global de EE. UU. de 2012, solo el 20% de los serbios aprobó el liderazgo de EE. UU., con un 57% de desaprobación y un 22% de incertidumbre, la quinta calificación más baja para cualquier país europeo encuestado ese año.

## Inmigración, fuga de cerebros y profesionales de Serbia.
Hay una considerable diáspora de serbio-estadounidense en los Estados Unidos; en 2007, se registró que un total de 172.834 personas de nacionalidad o ascendencia serbia habitaban en los EE. UU. La primera ola documentada de inmigrantes serbios en los Estados Unidos se registró en la década de 1970, cuando muchos obreros serbios emigraron a Detroit para fabricar automóviles para Ford. En 2011, Serbia ocupó el segundo lugar en el mundo (después de Guinea Bissau) en fuga de capital humano según USAID. La fuga de cerebros a los Estados Unidos y Canadá ha sido citado como un fenómeno crónico en Serbia, especialmente de 1990 a 2000 durante la década de sanciones de la ONU y la guerra.

## Comercio e inversión

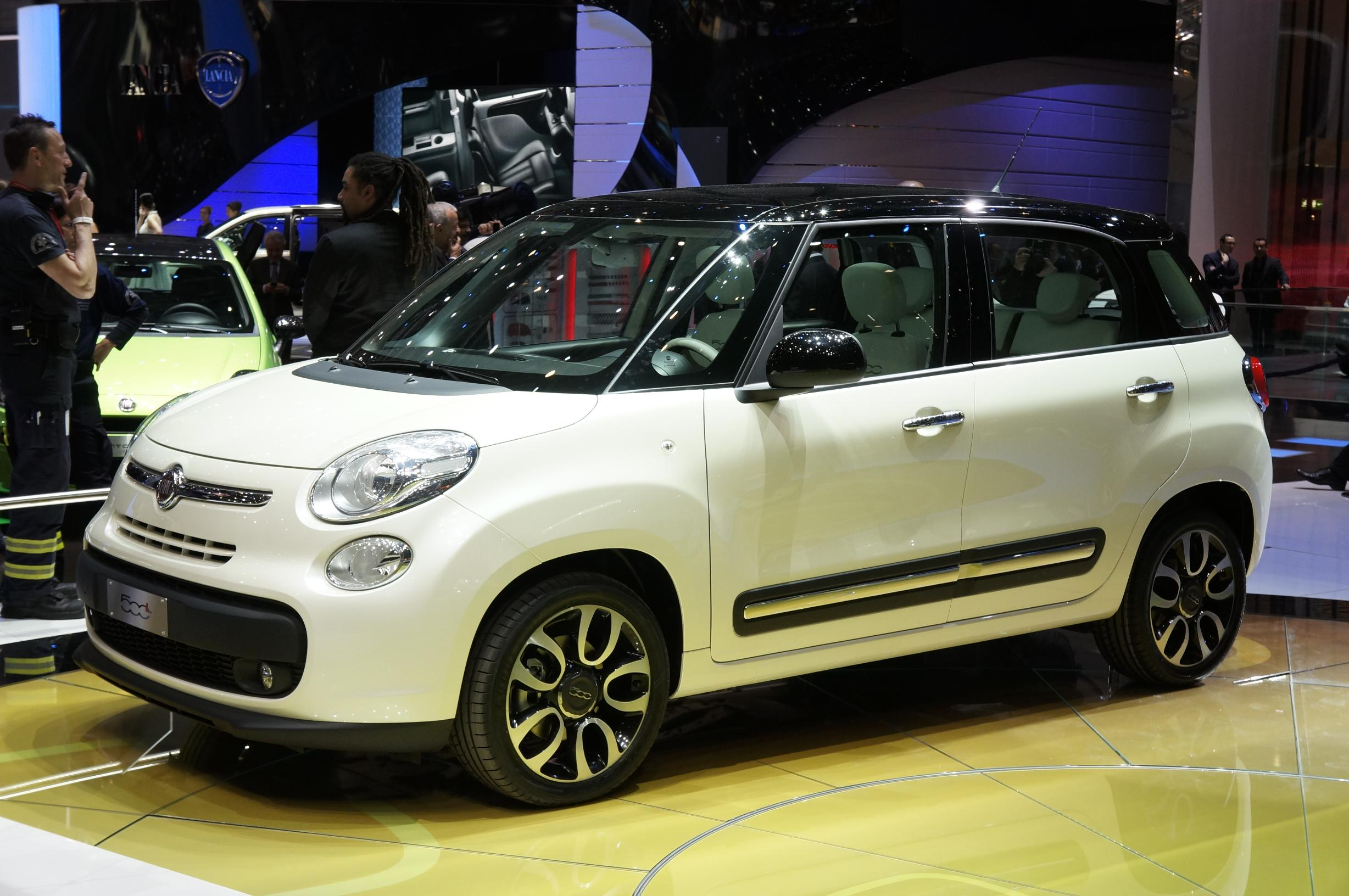
El Fiat 500L se fabrica en Serbia y se vende en los Estados Unidos y en todo el mundo.

Las exportaciones más fuertes de Serbia a los Estados Unidos incluyen Fiat automóviles fabricados en Kragujevac. Fiat compró Zastava Automobili en 2008 y posteriormente administró la fábrica en Kragujevac para que produjera nuevos automóviles Fiat a diferencia de los modelos Zastava (los últimos Zastavas se produjeron en 2008); solo en mayo de 2013, 3.000 Fiat 500L unidades fueron enviadas desde Serbia a Baltimore para su venta en los Estados Unidos. El Fiat 500L es el primer automóvil exportado de Serbia a los Estados Unidos desde el Zastava Koral antes de 1992, y está demostrando ser un modelo popular con una gran cantidad de publicidad en los Estados Unidos. Serbia es también el mayor exportador de frambuesas en el mundo (a partir de 2009), y gran parte de las frambuesas consumidas en los Estados Unidos se cultivan en Šumadija. In 2015, the two states discussed to find ways to increase investments in Serbia.

## Conexiones de transporte
El 10 de noviembre de 2015, la aerolínea Air Serbia anunció que comenzaría los vuelos desde su centro en Aeropuerto de Belgrado-Nikola Tesla a Aeropuerto Internacional John F. Kennedy en Nueva York. Los vuelos comenzaron el 23 de junio de 2016 y actualmente operan con aviones Airbus A330-200. Antes del lanzamiento del vuelo, no había habido ningún servicio comercial sin escalas entre los Estados Unidos y Serbia desde 1992.